# Cotoneaster kullensis
Cotoneaster kullensis (basioniem: Pyrus kullensis (B.Hylmö) M.F.Fay & Christenh., (2018)) is een plant die endemisch is in Skåne in Zuid-Zweden. 
De plant werd in 1993 als aparte soort beschreven; voorheen werd ze als een wilde dwergmispel (Cotoneaster integerrimus) beschouwd. 

## Naamgeving enetymologie
- Synoniem: Cotoneaster integerrimus Medik. 1793
- Zweeds: Skånskt oxbär

De botanische naam Cotoneaster is afgeleid van het Latijnse cotone (kweepeer) en -aster, (lijkend op), naar de gelijkenis van de bessen met kleine kweeperen. De soortaanduiding kullensis verwijst naar de vindplaats Kullen.

## Kenmerken
Cotoneaster kullensis is een tot 1,5 m hoge bladverliezende struik met opgaande takken met roodbruine schors. De helder groene, soms rood aangelopen bladeren zijn bijna rond tot eirond, met spitse top, 2 tot 7 cm lang, behaard op de bovenzijde. 
De bloemen zijn wit en roze gevlekt, en staan meestal in schermpjes van twee. De vrucht is een tot 10 mm grote, bolronde, donkerrode pitvrucht.
Cotoneaster kullensis kan onderscheiden worden van Cotoneaster canescens die meestal meer bloemen in een scherm heeft, en van Cotoneaster scandinavicus met onbehaarde bladeren en lichter rode bessen.
De plant bloeit van april tot juni, de bessen rijpen in juli/augustus.

## Habitat en verspreiding
Cotoneaster kullensis heeft een voorkeur voor rotsen, muren en graslanden op stenige bodems aan de kust, in de buurt van het strand.
Het is een endemische soort in het noordwesten van het landschap Skåne in het uiterste zuiden van Zweden, waar hij vooral te vinden is in het natuurgebied  Kullaberg op het schiereiland Kullen, op het eiland Halland Väderö en op het schiereiland Bjäre.
... · 
C. canescens · 
C. integerrimus (Wilde dwergmispel) · 
C. kullensis · 
C. salicifolius (Wilgbladige mispel) · 
C. scandinavicum · 
C. sternianus (Witteboog cotoneaster) · ...